# Аспектологія
Аспектологія (лат. Aspectus - вид і грец. Λόγος - вчення) - розділ морфології, що вивчає види (аспекти) дієслова. Аспектуально (видові) значення по різному виражені в різних мовах. Дієслова зі значенням «обмежена межею дія» називаються дієсловами доконаного виду (дати, вирішити, зробити, прочитати, простояти), а дієслова зі значенням «необмежена межею дія» є дієсловами недосконалого виду (давати, вирішувати, робити, читати, стояти). Функціонально-семантичне поле аспектуальності включає в себе безліч компонентів: граматична категорія виду, видові освіти з неповною грамматикалізаціі, видові елементи форм з відовременним значенням, опозиція ненасичених дієслів і дієслівних значень та ін. .
У башкирській мові відсутня граматична категорія, тобто дієслова одного і того ж лексичного значення не поділяються на види за ознакою доконаності і недоконаності дії. Одне і те ж дієслово може передавати значення як доконаного, так і недоконаного виду ( «брати, взяти», «йти, піти», «виходити, вийти»). Видова характеристика дієслів башкирської мови пов'язана з іншою категорією - способами дії, в основі якого лежить ознака характер протікання дії. Категорія характеру протікання і способів дії виражається трьома способами:
- допоміжними дієсловами і дієсловами у функції службових дієслів
- афіксами
- редуплікацією окремих дієслівних форм

Форми способів дії висловлюють різні значення: завершеність дії, тривалу і постійну дію, одноразову дію, початок дії, несподівану дію, наростання дії і т.д.